# Bibliotheca Alexandrina
La Bibliotheca Alexandrina è un'importante biblioteca e centro di cultura dell'area del mar Mediterraneo, situata nella città di Alessandria, in Egitto.
Costituisce, allo stesso tempo, una sorta di commemorazione della Biblioteca di Alessandria, andata distrutta nell'antichità, e il tentativo di ricostituire nella sua integralità e brillantezza quello che era l'originario centro di studio e di erudizione.

## Storia
L'idea di ridare vita alla Biblioteca Alessandrina ha preso le mosse nel 1974 quando un comitato dell'Università di Alessandria d'Egitto ha iniziato a esaminare una serie di dettagliati progetti per la creazione della nuova biblioteca dell'ateneo, da situarsi fra il campus e la zona a mare, ovvero in una zona adiacente a dove sorgeva un tempo l'antica biblioteca.
Nel suo complesso, il progetto di ricostruzione della biblioteca è stato prontamente accolto e sostenuto da più enti, istituzioni e singole personalità della cultura. Uno dei principali sostenitori è stato il presidente egiziano Hosni Mubarak.
Dal canto suo, l'UNESCO ha appoggiato l'idea di istituire nella regione del Mediterraneo un centro di eccellenza riguardante la scienza.
Sul piano dell'architettura che il complesso doveva assumere, è stata indetta nel 1988 dalla stessa UNESCO una gara cui hanno partecipato oltre 1.400 concorrenti e che è stata vinta dallo studio norvegese Snøhetta.
I finanziamenti per la realizzazione della nuova Biblioteca sono stati aperti in occasione di una conferenza tenuta nel 1990 ad Assuan. La cifra raccolta - 65 milioni di dollari, pervenuti principalmente da stati arabi - ha consentito l'inizio dei lavori nel 1995. La spesa finale è stata di circa 220 milioni di dollari.
L'inaugurazione ufficiale del complesso si è avuta il 16 ottobre 2002. Oggi è una delle più grandi e importanti biblioteche del mondo.

## Struttura e collezioni

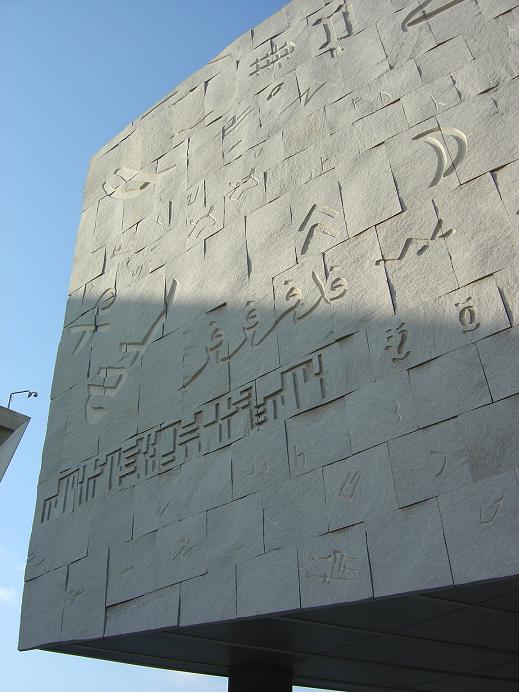
I grafemi che decorano i muri perimetrali della Bibliotheca Alexandrina

Le dimensioni del progetto Bibliotheca Alexandrina sono assai vaste: la biblioteca ha uno spazio scaffali per otto milioni di libri. La parte rimanente dell'area destinata a biblioteca è riservata a sala lettura e copre 70 000 metri quadrati distribuiti su undici livelli. Il complesso comprende un centro congressi, settori per non vedenti, bambini e ragazzi, tre musei, quattro gallerie d'arte, un planetario e un laboratorio per il restauro di manoscritti. Ugualmente, l'aspetto architettonico della biblioteca - rivolta verso la zona a mare e dalla curiosa struttura che evoca vagamente la forma di una meridiana - risulta assai imponente. La sala di lettura principale è situata sotto una struttura composta da pannelli in vetro posizionati a trentadue metri di altezza e di 160 metri di diametro. I muri sono stati realizzati in granito grigio di Assuan in cui sono incisi grafemi di 120 stili differenti di scrittura.
Le collezioni conservate alla Bibliotheca Alexandrina sono state donate da ogni parte del mondo. La Spagna ha donato documenti sul periodo della dominazione musulmana; la Francia ha donato materiale documentario riguardante la costruzione del Canale di Suez.
Un particolare significato è rappresentato dal rapporto di collaborazione con Internet Archive, che mantiene presso la biblioteca suoi mirror e backup esterno. Tra l'altro questo accordo garantisce la conservazione di 10 miliardi di pagine web relative al periodo 1996/2001 derivanti da 5 milioni di siti web.

## Critiche
Quella che è stata la suggestione principale dell'operazione riguardante la Bibliotheca Alexandrina - ovvero restituire l'intera città di Alessandria d'Egitto alle sue radici accademiche - non è stata esente da critiche mosse da diverse parti.
La comunità mondiale si è chiesta se il moderno Egitto sia in grado di affrontare lo sforzo di fornire una tale biblioteca con i materiali di cui necessita e, soprattutto, se sia disponibile a non esercitare un qualsivoglia tipo di censura sui libri inclusi.
Si è anche argomentato che sia stata dedicata maggiore attenzione al contenitore - la modernissima struttura in cui la biblioteca sorge - più che al suo contenuto: infatti, alla sua apertura nel 2002, la Bibliotecha Alexandrina contava 500,000 volumi, numero ritenuto al di sotto della media di altre biblioteche nazionali che si propongono di avere rilevanza mondiale.
La biblioteca fa affidamento unicamente su donazioni per l'acquisizione dei volumi e, in rapporto a questo, il quesito che taluni si sono posti è se l'intera operazione abbia avuto ragione di essere avviata in presenza di più urgenti progetti a carattere sociale da affrontare che interessano l'area egiziana, la quale, viene ricordato, deve ancora fare i conti con un notevole tasso di analfabetismo (riguardante il 41% della popolazione femminile ed il 17% di quella maschile).
È stato suggerito a tal proposito che forse una maggiore priorità avrebbe dovuto essere lo sviluppo di programmi educativi tesi a favorire uno sviluppo della lettura nel Paese, più che a creare una struttura spropositatamente ambiziosa.

## Galleria d'immagini

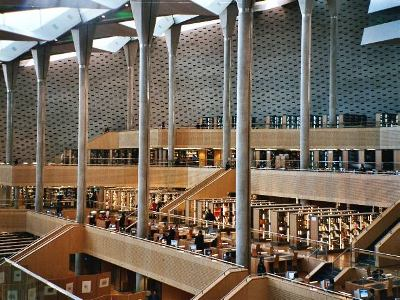
Interno della biblioteca
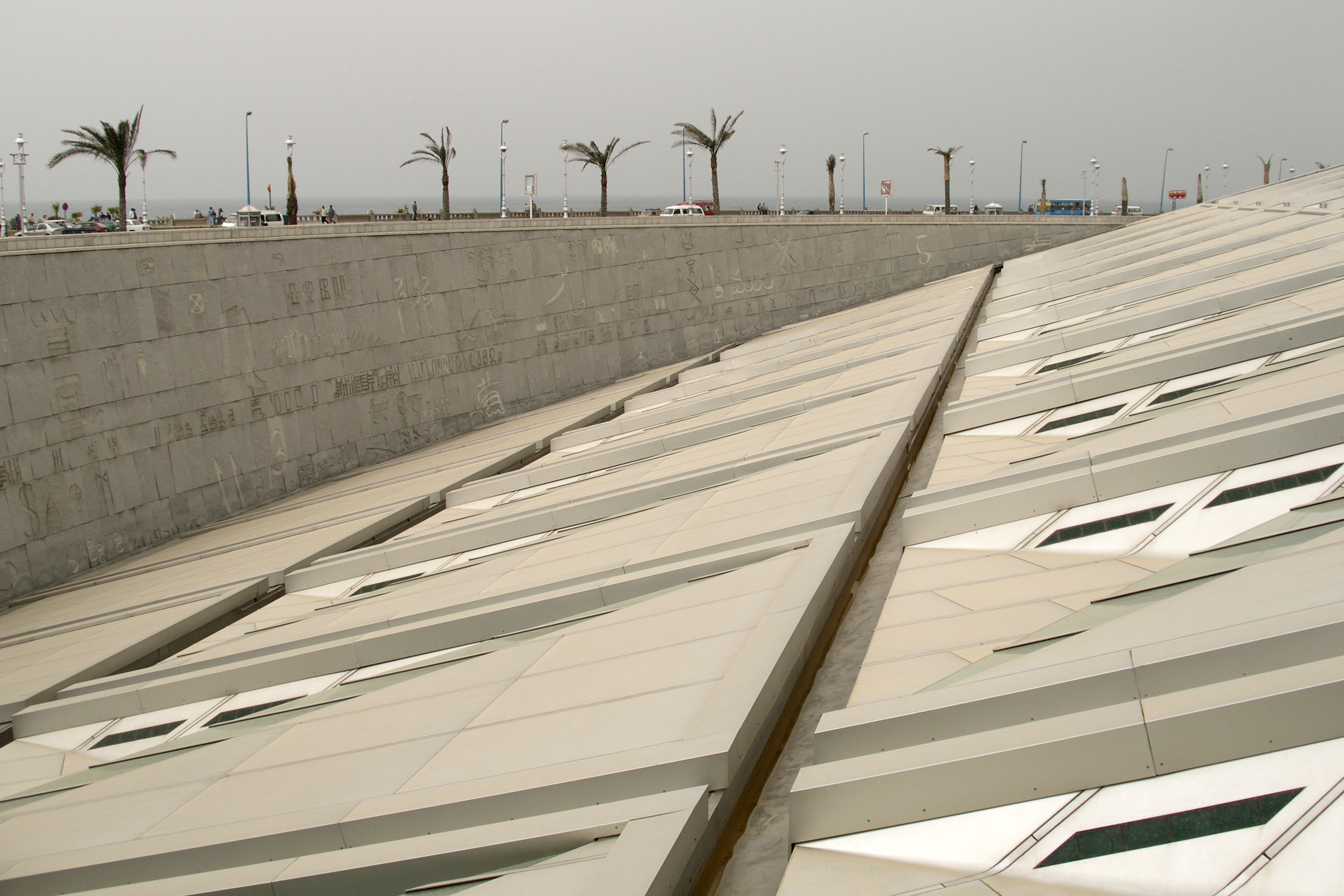
Esterna della biblioteca
Veduta esterna della biblioteca
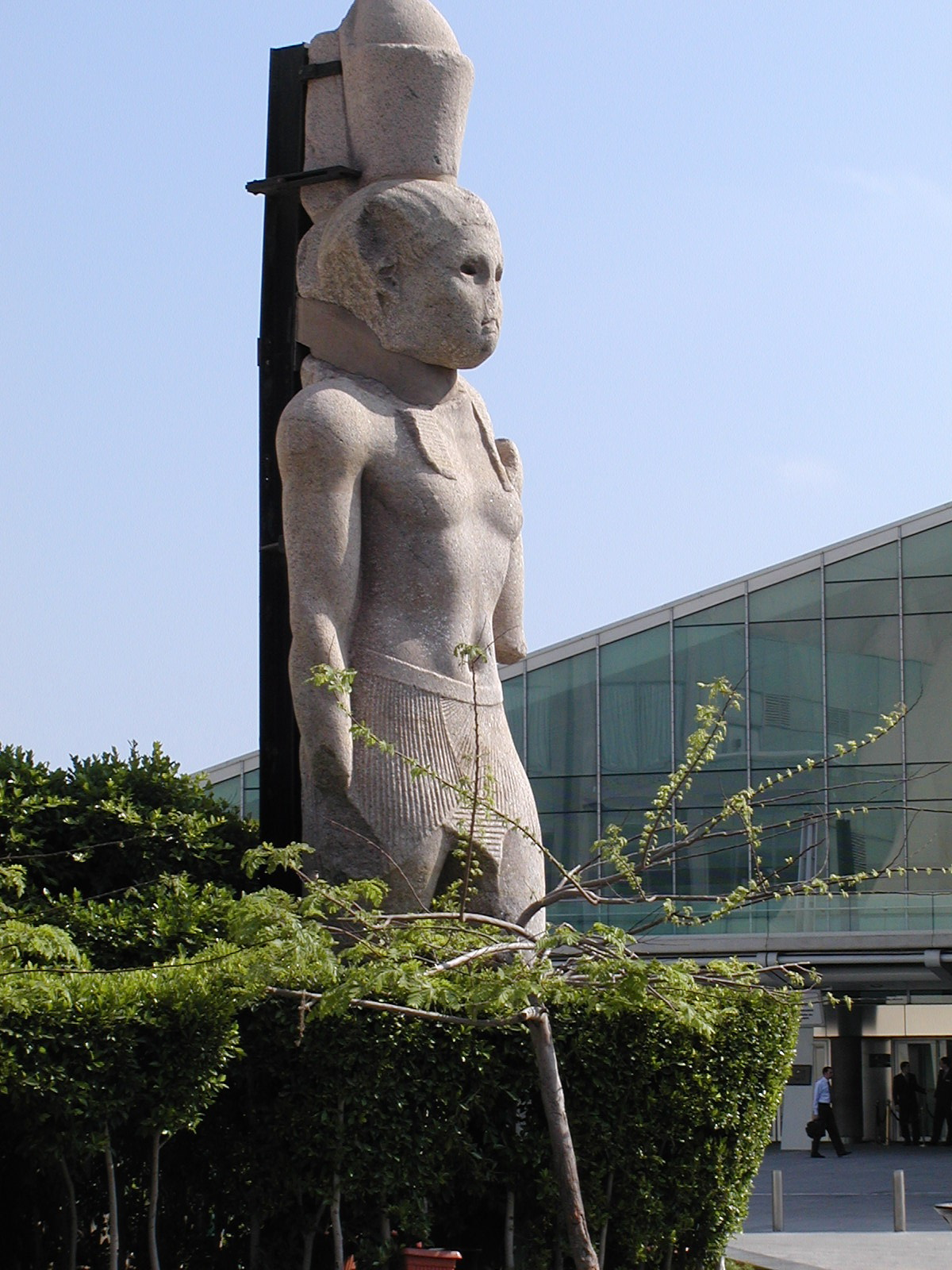
Colosso di Tolomeo II all'esterno della biblioteca.
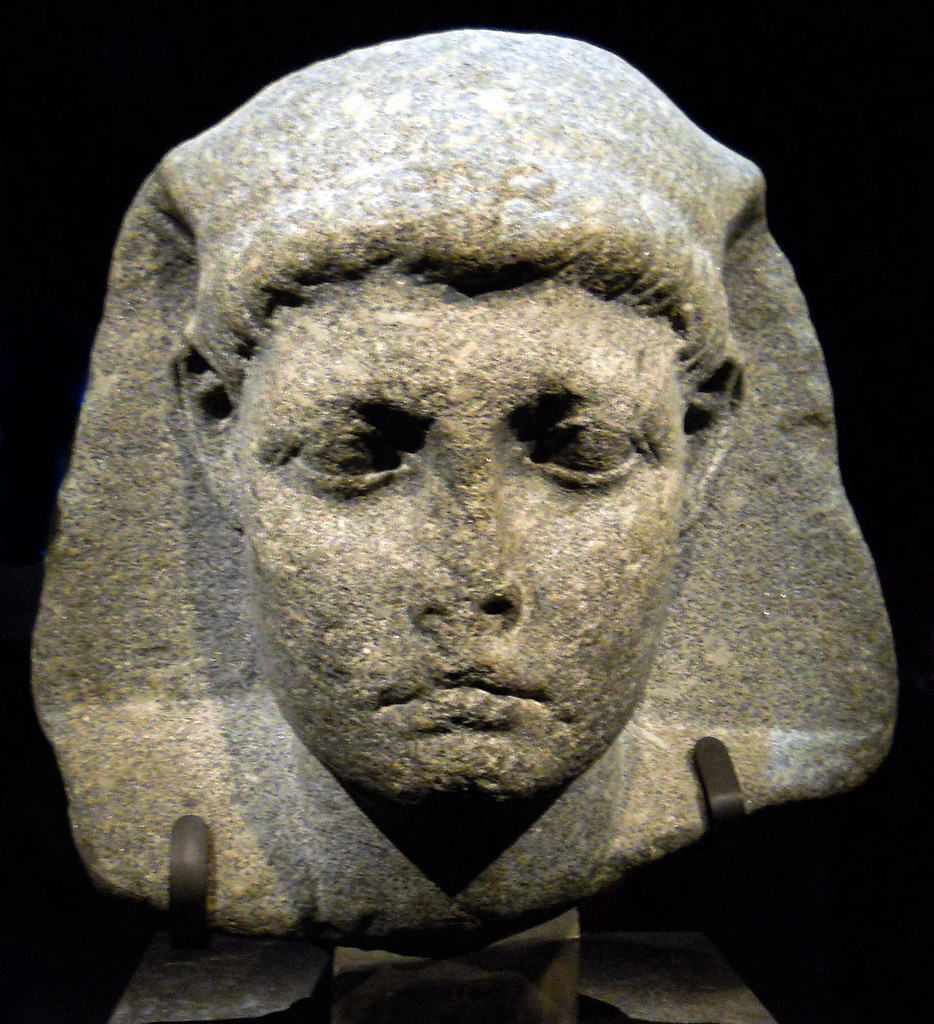
Testa colossale di Tolomeo XV Cesare, all'interno della biblioteca.